# Biserica greco-catolică română din Carei
Biserica greco-catolică română, cu hramul Sfinții Arhangheli, este un monument istoric din Carei. Lăcașul este situat lângă biserica greco-catolică ruteană din Carei, cu același hram.
Lăcașul a fost construit de greco-catolicii români pentru a avea o biserică proprie, separată de cea a rutenilor. Bisericile greco-catolice din Carei au fost trecute în 1948 în folosința Bisericii Ortodoxe Române. După 1990 a fost retrocedată doar biserica ruteană, deși cele două imobile aveau exact același regim juridic.

## Istoric
Din 1881 paroh al acestei biserici și protopop de Carei a fost Gheorghe Marchiș (1836-1884). Fiul acestuia, Romulus Marchiș (1865-1925), devenit paroh și protopop de Carei în anul 1909, a condus delegația sătmărenilor la Marea Adunare Națională de la Alba Iulia, care a proclamat la 1 decembrie 1918 unirea Transilvaniei cu România.